# Lotyšsko na Zimních olympijských hrách 2014
Lotyšsko se účastnilo Zimní olympiády 2014. Zastupovalo ji 58 sportovců v 9 sportech.

## Medailisté
| Medaile | Jméno                                                            | Sport    | Soutěž           |
| ------- | ---------------------------------------------------------------- | -------- | ---------------- |
| Stříbro | Martins Dukurs                                                   | Skeleton | Muži jednotlivci |
| Stříbro | Oskars Melbārdis Arvis Vilkaste Daumants Dreiškens Jānis Strenga | Boby     | Čtyřbob          |
| Bronz   | Andris Šics Juris Šics                                           | Saně     | Muži dvojce      |
| Bronz   | Elīza Tīruma Mārtiņš Rubenis Andris Šics Juris Šics              | Saně     | týmová štafeta   |